# وردان (مهر)
 وردان روستای کوچکی از توابع بخش اسیر در شهرستان مهر در جنوب استان فارس در جنوب ایران واقع شده‌است. 

## منبع
- بخشایش، محمد نور ، (دیوان محیا) ، ناشر: شرکت انتشارات جهان معاصر، تهران: چاپ اول، ۱۳۷۳ خورشیدی.